# Tűz lobban a mélyben
A Tűz lobban a mélyben (A Fire Upon the Deep) Vernor Vinge 1992-ben megjelent sci-fi regénye. A könyv azok közé az űropera történetek közé tartozik, melyek szilárd tudományos alapra épülnek. Témája a népirtás, a szuperemberi intelligencia, a fénynél gyorsabb utazás, az idegen fajok, a módosítható fizika, a szerelem, az űrháború és a usenethez hasonló kommunikációs csatornák. A regény 1993-ban elnyerte a Hugo-díjat, közösen Connie Willis Ítélet könyve című művével. A Tűz lobban a mélyben Vinge legsikeresebb művei közé sorolható.
Magyarul az Ad Astra kiadó jelentette meg 2012-ben, Tamás Gábor fordításában.

## Cselekmény
|  | Alább a cselekmény részletei következnek! |

A galaxis értelmes fajainak nagy része vágyakozik a galaxis magjától távol eső transzcendens zóna titkaira. A Straumli Birodalom lakói kutakodásukkal egy ártó szándékú intelligenciát szabadítanak el, mely elkezdi leigázni az összes olyan civilizációt, ami az útjába kerül. A straumer űrállomásról csak egyetlen hajónak sikerül elmenekülnie, fedélzetén egy csapat gyermekkel. A gyerekek egy idegen faj bolygójára leszállva fogságba kerülnek, és akaratlanul belekeverednek egy hatalmi harc sűrűjébe. Ravna Bergsnod, ki a gyerekeket meg akarja menteni, a straumer bázison újabb veszélyforrásra lel, ami megváltoztathatja az egész galaxist, és a megszerzése érdekében teljes csillagrendszerek pusztulása is csekély áldozat.
|  | Itt a vége a cselekmény részletezésének! |

## Kapcsolódó művek
Vinge először egy 1988-as novellájában használta fel a regény elemeit, a The Blabberben. A később sorozattá bővítette a könyvet, melynek két folytatása született, az A Deepness in the Sky (1999) és a The Children of the Sky (2011). Együtt alkotják a Gondolati zónák című trilógiát. Előbbi könyv 20 000 évvel a Tűz lobban a mélyben előtt, utóbbi pedig tíz évvel utána játszódik.
Vinge volt felesége, Joan D. Vinge szintén írt történeteket a Gondolati zónák világába, melyeket Vinge jegyzetei alapján készített el. Ezek a The Outcasts of Heaven Belt és a Legacy című novellák. Az írónő egy teljes regényen is dolgozik, melyben fontos szerepet kap majd Pham Nuwen, aki már a korábbi történeteknek is fontos szereplője volt.

## Magyarul
- Tűz lobban a mélyben; ford. Tamás Gábor; Ad Astra, Bp., 2012

## Díjak és elismerések
- Hugo-díj
- Nebula-díj (jelölés)[3]
- John. W. Campbell-emlékdíj (jelölés)
- Locus-díj (jelölés)

## Külső hivatkozások
- A regény az Ad Astra webboltjában
- Az Ekultúra kritikája a regényről
- Kritika az SFmag.hu-n
- A regény a Moly.hu-n
- Prológus és az első kilenc fejezet angol nyelven Archiválva 2012. október 23-i dátummal a Wayback Machine-ben a Baen Ebooks-on
- A Tűz lobban a mélyben a Worlds Without End oldalon